# 皇家花园 (布拉格)

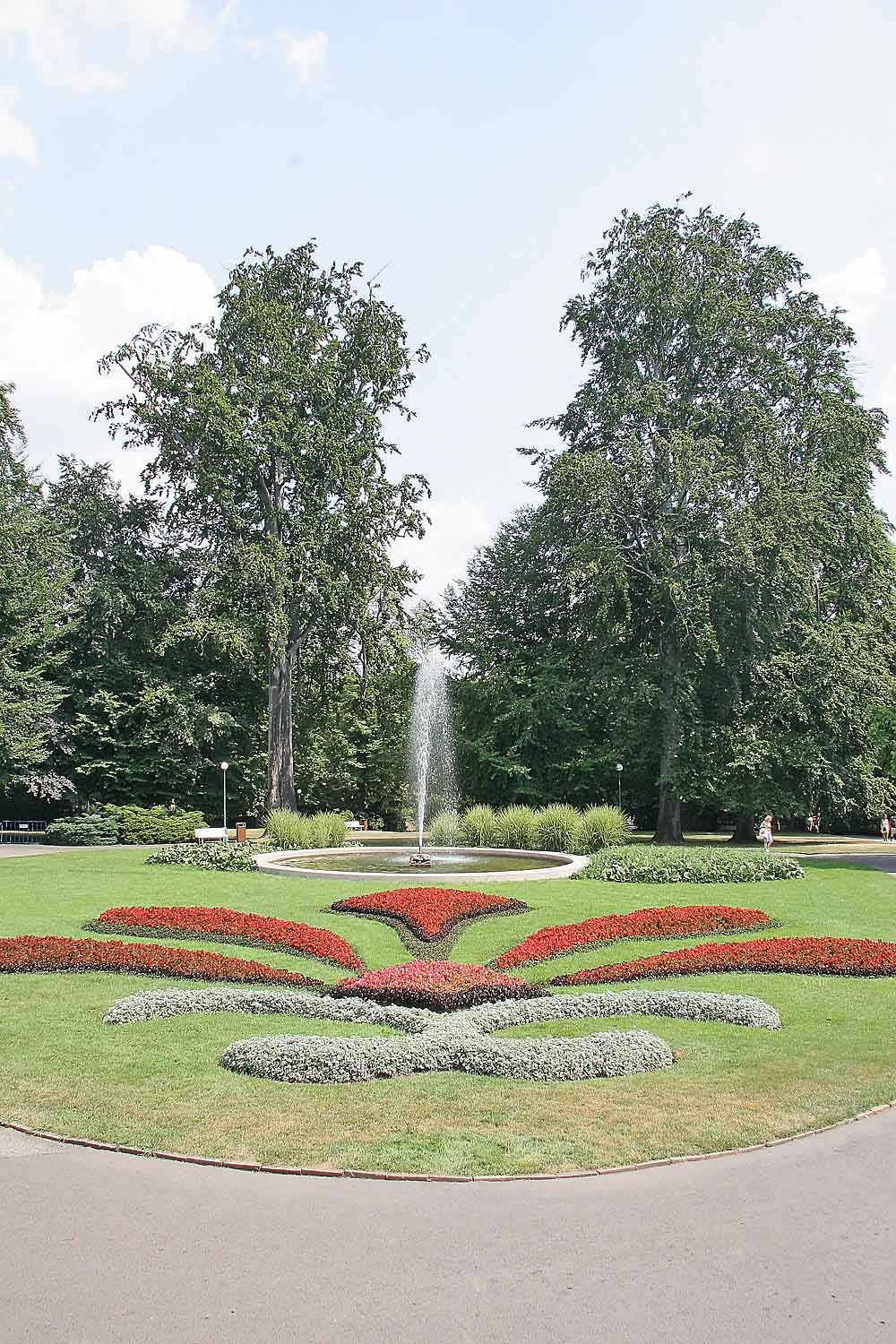
皇家花园

皇家花园位于捷克首都布拉格城堡区北部自西向东延伸的山脊，面积3.6公顷 皇家花园与布拉格城堡以鹿护城河分开。它由斐迪南一世于1534年兴建在中世纪的葡萄园上。花园最初为文艺复兴风格，但随着时间的推移，增加了许多其他因素，因此，皇家花园是经过几个世纪的增建的不同部分而组成。在其东端，是美妙的文艺复兴的安妮女王夏宫，中间是宴會廳和马克西米利安雕像，在爱德华·贝奈斯博士别墅以西。其主要目的是培育中欧地区以外的树木品种，例如板栗，枫，榛等。
皇家花园，如布拉格城堡其他花园，只在白天开放。在冬季完全关闭。

## 图片

皇家花园
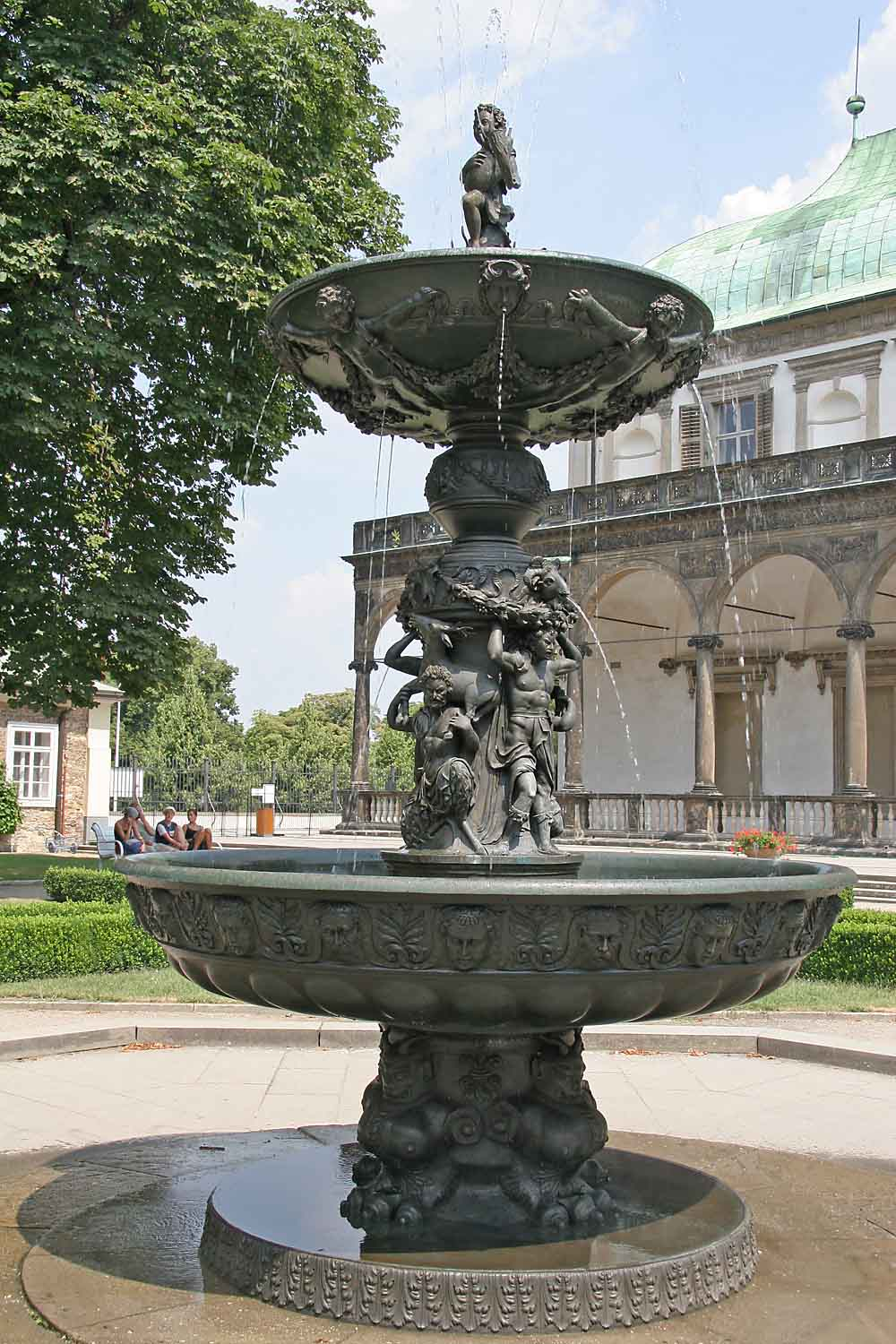
歌唱喷泉
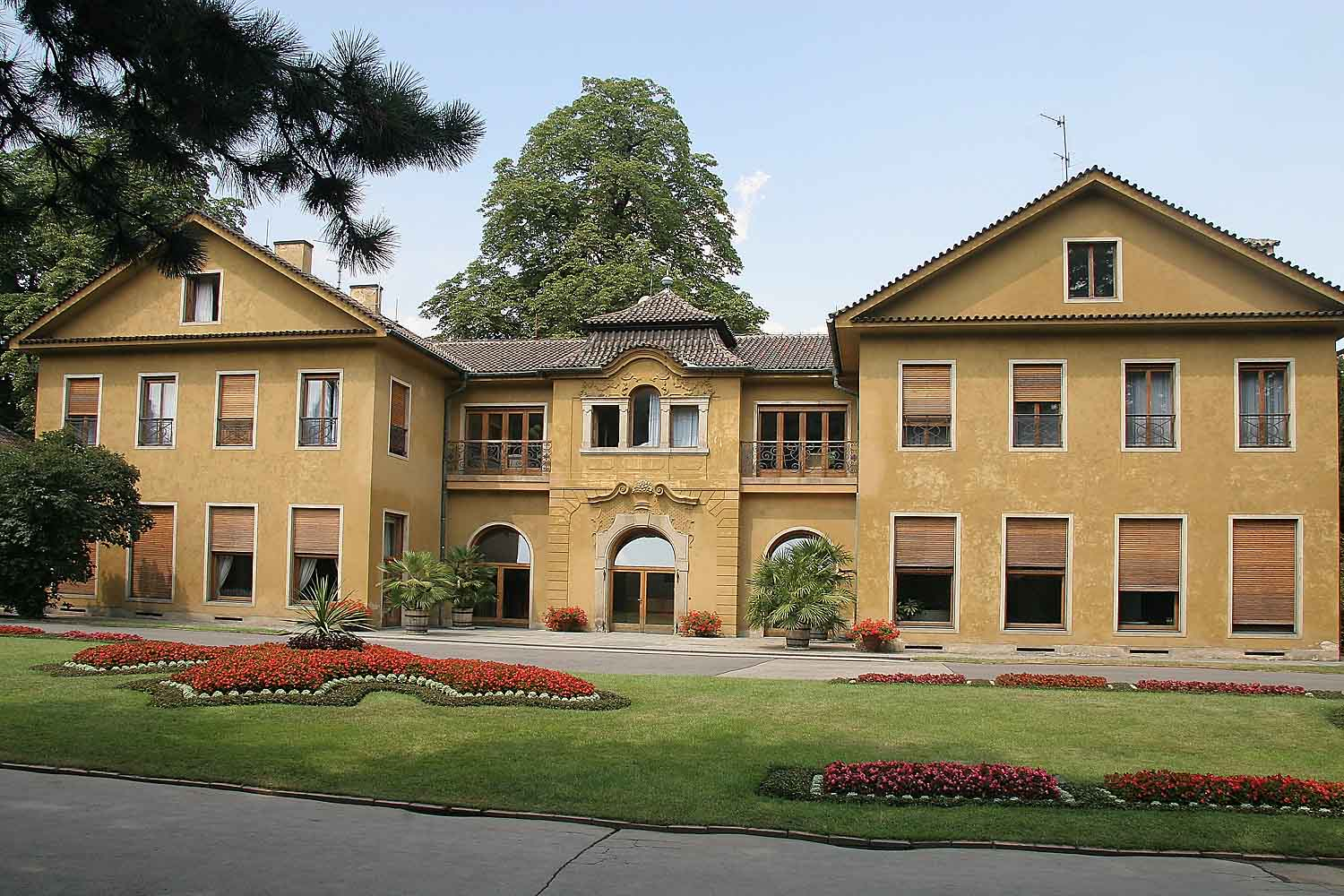
贝奈斯别墅
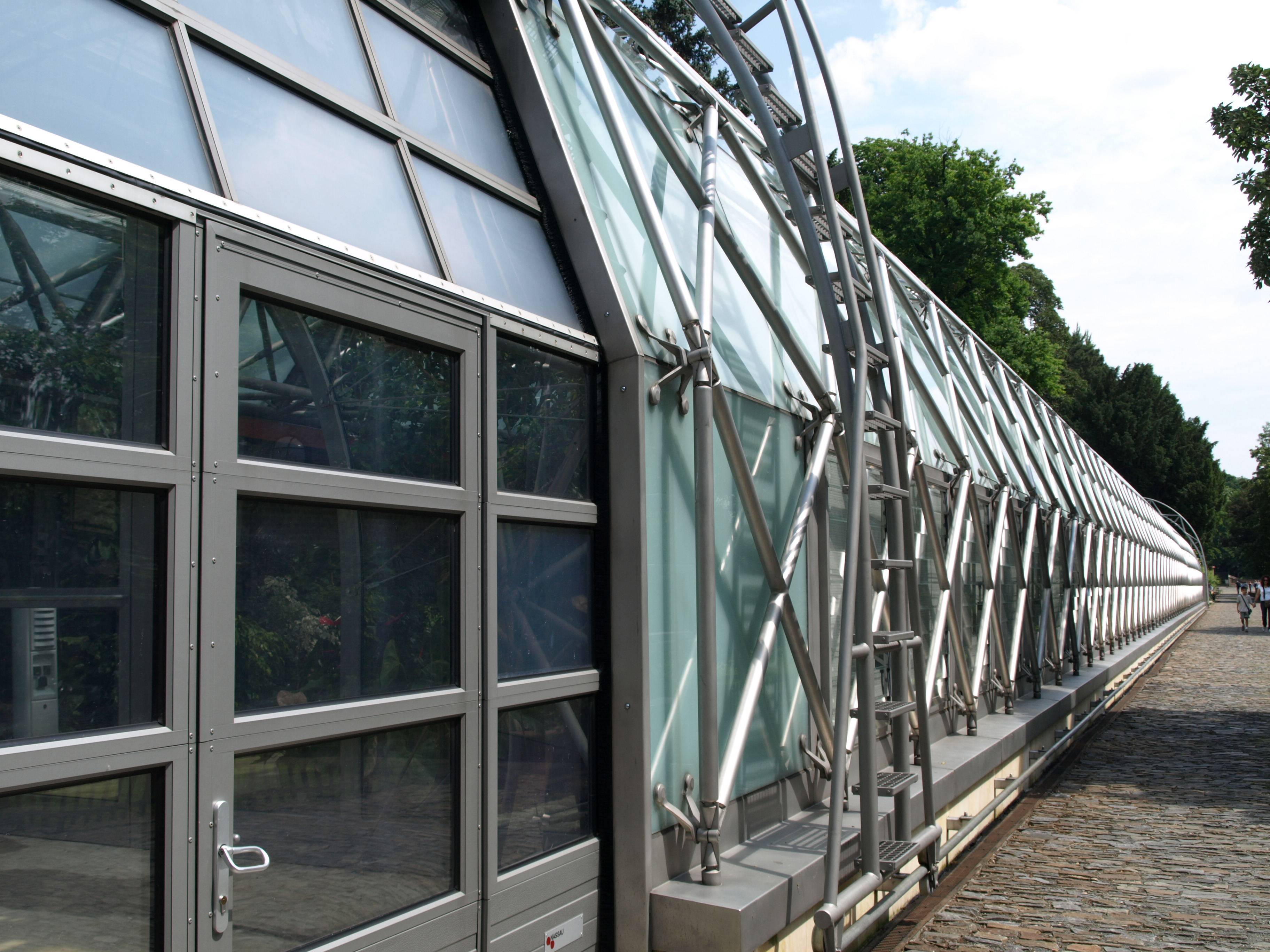
橘园
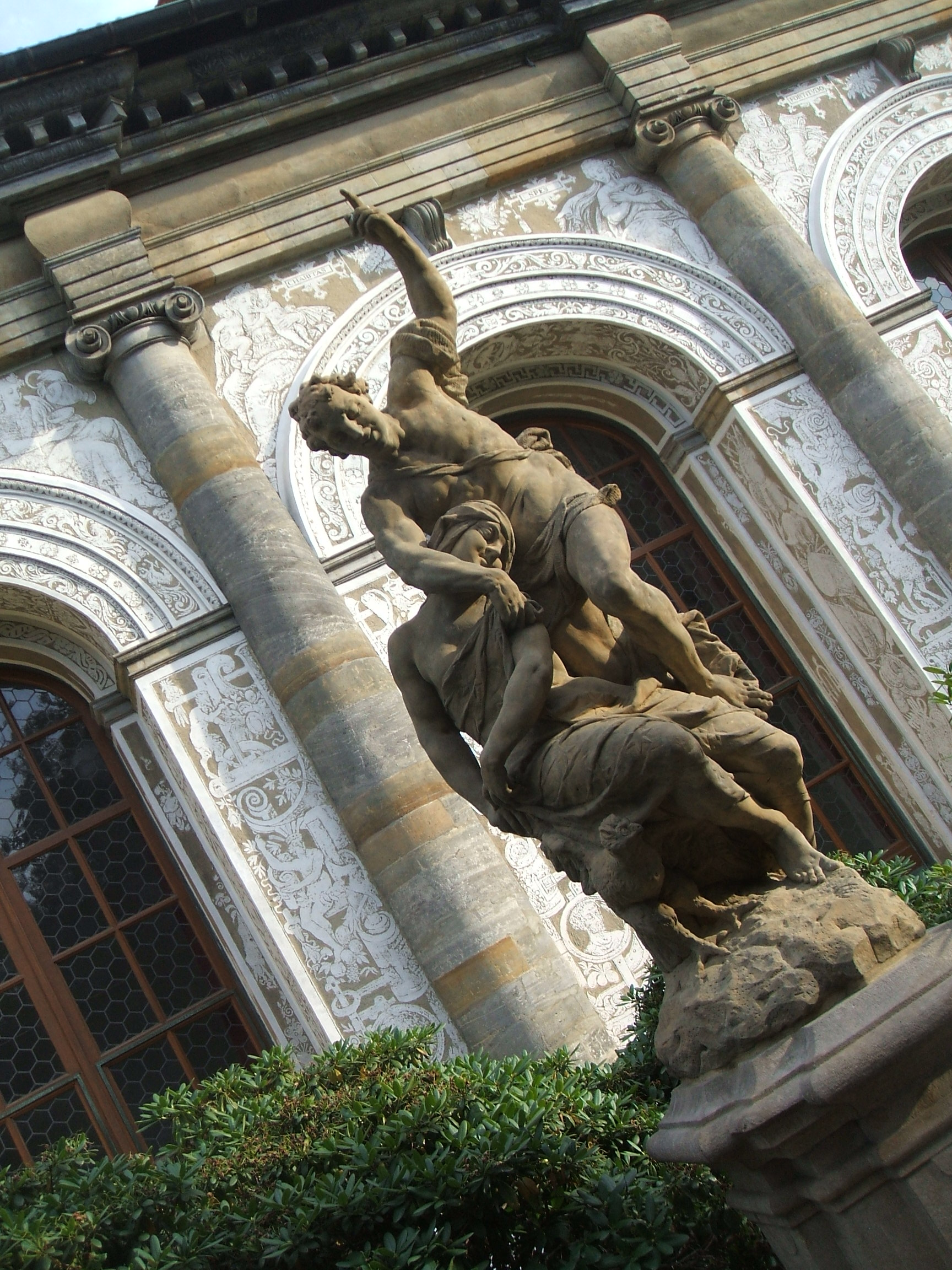
巴洛克雕像
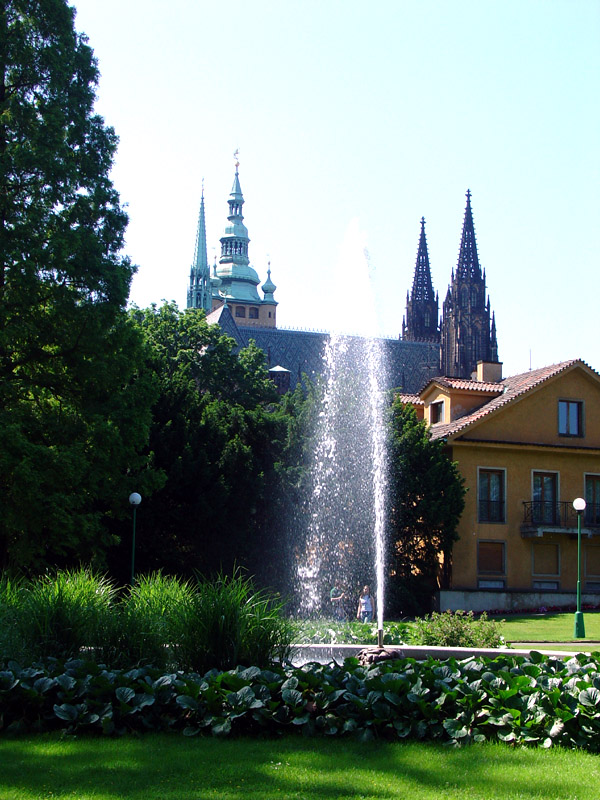
总统别墅，喷泉和大教堂
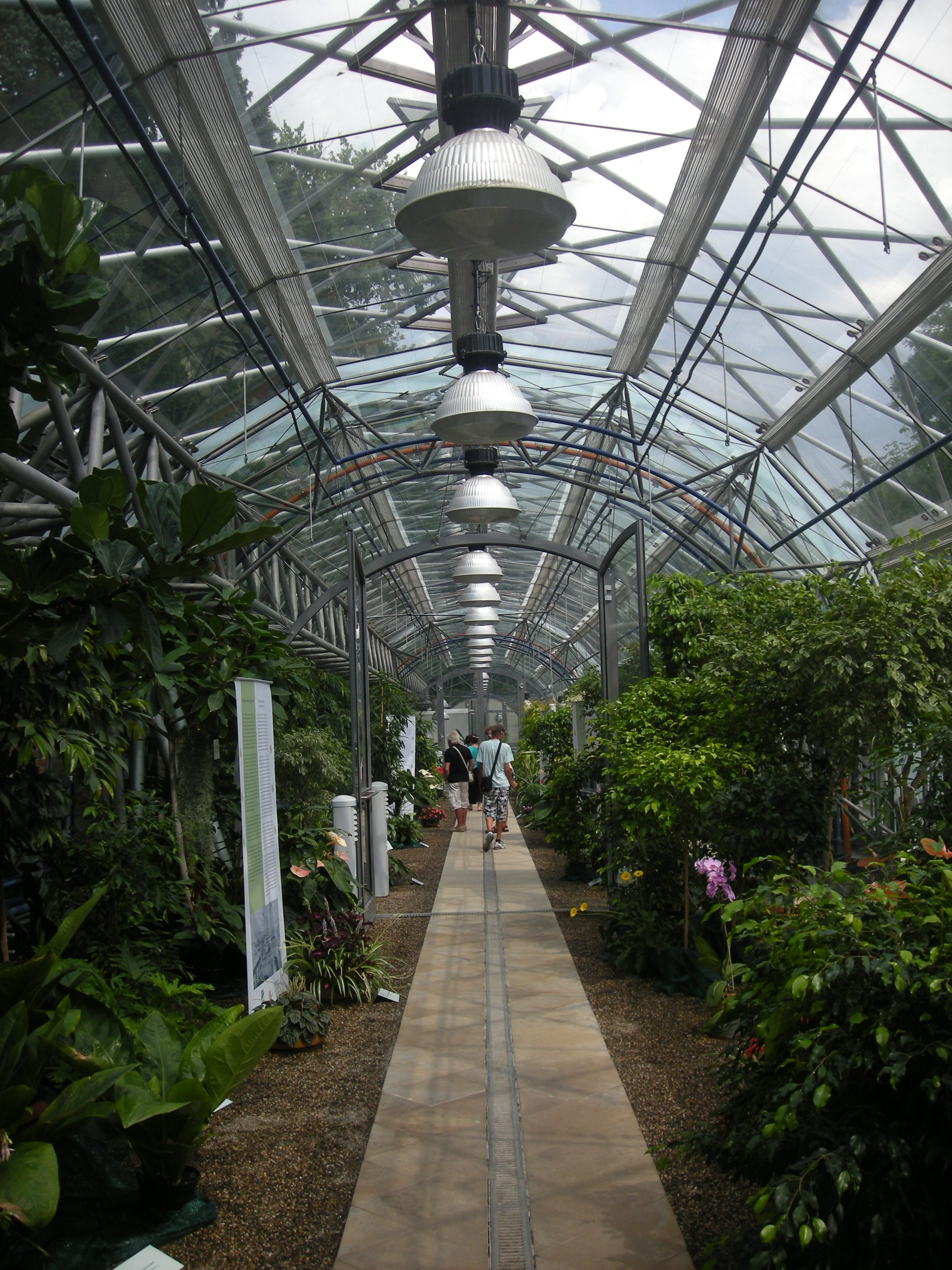
橘园内部